# Gibbosaverruca montereyi
Gibbosaverruca montereyi är en kräftdjursart som beskrevs av Young 2002. Gibbosaverruca montereyi ingår i släktet Gibbosaverruca och familjen Verrucidae. Inga underarter finns listade i Catalogue of Life.